# Tampico Alto
Tampico Alto là một đô thị thuộc bang Veracruz, México. Năm 2005, dân số của đô thị này là 11971 người.